# 네이피어 (뉴질랜드)
네이피어(영어: Napier)는 뉴질랜드 북섬 호크스베이 지방의 주요 도시이다. 마오리 이름은 아후리리(Ahuriri)이다.

## 개요
북섬의 동쪽에 있는 호크스베이 지방에 위치한 항구 도시이다. 수도 웰링턴에서 북쪽으로 자동차로 4시간 정도 거리에 위치하고 있다. 인구는 약 57,000명이며, 남쪽으로 약 10 km 가면 헤이스팅스(Hastings)라는 타운이 있으며 네이피어와 함께 "쌍둥이 도시"라고 불리고 있다. 또한 네이피어는 뉴질랜드 최고의 사과, 서양배, 와인의 산지이기도 하다. 네이피어 항구는 냉동고기, 양모, 펄프 등을 주로 수출하는 항구 도시이며, ‘아르데코 거리’로 유명하다.

## 역사
이 마을에 유럽계 이민자들이 이주한 것은 1800년대 중반이다. 그 당시에는 현재 호크스 베이 공항과 마레와 지구의 주변은 바닷물이 섞인 습지이며, 당초 비위생적인 콜레라 등의 질병이 발생할 가능성이 있다는 평에도 불구하고, 1900년대 경부터 급속도로 발전해 간다. 당시 주변의 평지는 폭풍우 때 바닷물에 침수되는 위험이 있었기 때문에 사람들은 주로 블러프 언덕을 따라 살고 있었으며, 당시의 중심지는 현재보다 약간 북쪽 언덕에 있었다. 홍수 대책으로 세워진 것이 높이 약 50cm의 콘크리트 바다 방파제이며, 1892년 당시 네이피어 감옥의 죄수를 동원하여 세워졌다. 현재도 일부는 흔적이 남아있으며, 네이피어 감옥이 블러프 언덕에 존재했다. 현재 그 감옥 건물은 "감옥 백패커"로 관광객이 묵을 수 있는 숙박지로 개조되었다.
1931년 2월 3일 호크스베이(Hawkes Bay) 지진에 의해 네이피어는 괴멸적인 피해를 받았다. 이 지진으로 지반이 최대 4m 상승하고, 습지가 경작지와 주거지로 이용가능하게 되었다. 시가지의 부흥은 당시 유행했던 아르데코 양식(Art Deco-style)의 건축 디자인으로 통일하여 이루어 현재 세계 유수의 "아르데코 양식의 건축물이 가장 많이 남아있는 도시"가 되었다.

## 관광
네이피어 시내에는 아르데코 양식의 건축물이 많이 있고, 시내 관광의 기본은 아르데코 건축을 보고 걷는 것이다. 매년 호크스베이 지진 기념일 전후에는 아르데코 위크엔드라는 축제가 개최되어 시민들로 붐빈다. 참가 대수가 100대를 넘는 고전 비행기가 날아가는 에아로 데코도 축제의 한 부분으로 유명하다. 인접한 헤이스팅스(Hastings)와 함께 호크스베이의 이 지역은 와인 산업이 활발한 곳으로 와인이나 레스토랑도 충실하다. 바다에 접해 있지만, 해수욕에는 적합하지 않다.

## 교육
- 이스턴 공과 대학 (Eastern Institute of Technology)

## 인구
| 연도  | 인구   | ±% p.a. |
| ----- | ------ | ------- |
| 2006  | 55,359 | —       |
| 2013  | 57,240 | +0.48%  |
| 2018  | 62,241 | +1.69%  |
| 출처: |        |         |

## 기후
| Napier (1981–2010)의 기후 | Napier (1981–2010)의 기후 | Napier (1981–2010)의 기후 | Napier (1981–2010)의 기후 | Napier (1981–2010)의 기후 | Napier (1981–2010)의 기후 | Napier (1981–2010)의 기후 | Napier (1981–2010)의 기후 | Napier (1981–2010)의 기후 | Napier (1981–2010)의 기후 | Napier (1981–2010)의 기후 | Napier (1981–2010)의 기후 | Napier (1981–2010)의 기후 | Napier (1981–2010)의 기후 |
| 월                        | 1월                       | 2월                       | 3월                       | 4월                       | 5월                       | 6월                       | 7월                       | 8월                       | 9월                       | 10월                      | 11월                      | 12월                      | 연간                      |
| ------------------------- | ------------------------- | ------------------------- | ------------------------- | ------------------------- | ------------------------- | ------------------------- | ------------------------- | ------------------------- | ------------------------- | ------------------------- | ------------------------- | ------------------------- | ------------------------- |
| 일평균 최고 기온 °C (°F)  | 24.5 (76.1)               | 24.2 (75.6)               | 22.7 (72.9)               | 19.9 (67.8)               | 17.4 (63.3)               | 15.0 (59.0)               | 14.1 (57.4)               | 15.1 (59.2)               | 17.3 (63.1)               | 19.2 (66.6)               | 20.9 (69.6)               | 23.2 (73.8)               | 19.5 (67.1)               |
| 일일 평균 기온 °C (°F)    | 19.5 (67.1)               | 19.4 (66.9)               | 17.7 (63.9)               | 15.0 (59.0)               | 12.4 (54.3)               | 10.0 (50.0)               | 9.4 (48.9)                | 10.3 (50.5)               | 12.3 (54.1)               | 14.3 (57.7)               | 16.1 (61.0)               | 18.4 (65.1)               | 14.6 (58.3)               |
| 일평균 최저 기온 °C (°F)  | 14.6 (58.3)               | 14.6 (58.3)               | 12.7 (54.9)               | 10.3 (50.5)               | 8.5 (47.3)                | 6.8 (44.2)                | 5.6 (42.1)                | 6.4 (43.5)                | 8.1 (46.6)                | 9.6 (49.3)                | 10.9 (51.6)               | 13.0 (55.4)               | 10.0 (50.0)               |
| 평균 강수량 mm (인치)     | 46.8 (1.84)               | 54.3 (2.14)               | 66.8 (2.63)               | 67.9 (2.67)               | 74.8 (2.94)               | 82.1 (3.23)               | 108.3 (4.26)              | 60.1 (2.37)               | 57.9 (2.28)               | 59.9 (2.36)               | 52.4 (2.06)               | 53.5 (2.11)               | 784.8 (30.90)             |
| 평균 강수일수 (≥ 1.0 mm)  | 6.0                       | 5.9                       | 7.2                       | 7.1                       | 7.9                       | 8.8                       | 9.4                       | 8.2                       | 7.4                       | 7.5                       | 6.0                       | 6.5                       | 88.1                      |
| 평균 상대 습도 (%)        | 69.9                      | 73.9                      | 74.6                      | 77.1                      | 78.7                      | 79.9                      | 79.6                      | 76.0                      | 69.2                      | 67.3                      | 67.8                      | 67.0                      | 73.4                      |
| 평균 월간 일조시간        | 249.3                     | 202.6                     | 201.7                     | 172.4                     | 155.6                     | 130.7                     | 134.7                     | 166.8                     | 181.2                     | 213.9                     | 216.2                     | 233.7                     | 2,258.7                   |
| 출처: NIWA Climate Data   |                           |                           |                           |                           |                           |                           |                           |                           |                           |                           |                           |                           |                           |

## 자매 도시
- 일본 홋카이도 도마코마이시